# Dirk Zupancic
Dirk Zupancic (* 24. Januar 1969 in Duisburg) ist ein deutscher Unternehmensberater und Unternehmer. Er ist Inhaber und Geschäftsführer der DZP Prof. Dr. Dirk Zupancic Projects GmbH, Privatdozent der Universität St. Gallen und Mitglied im Aufsichtsrat der GEZE.

## Leben
Dirk Zupancic diente als Offizier bei der deutschen Luftwaffe und lernte den Beruf des Bankkaufmanns. Danach arbeitete er im Finanzwesen in Beratung, Marketing und Vertrieb. Er studierte Betriebswirtschaftslehre mit den Schwerpunkten Marketing, Bankbetriebslehre und Wirtschaftsinformatik an der Philipps-Universität Marburg. Anschließend promovierte er an der Universität St. Gallen. Dort leitete er Forschungsprojekte und war mehrere Jahre Leiter des Nachdiplomstudiengangs für Systemmarketing. Nach seiner Promotion übernahm er die Leitung des Kompetenzzentrums für Business-to-Business Marketing am Institut für Marketing und Handel (IMH-HSG) und später für mehrere Jahre zusätzlich den Bereich Management Education. Seit seinem Studium ist er zugleich selbstständiger Berater und Trainer. Bis zum Jahr 2005 war er vier Jahre Partner eines Beratungs- und Private-Equity-Unternehmens in Zürich. 2005 gründete er sein eigenes Consultingnetzwerk DZP Dirk Zupancic & Partner in St. Gallen.
2008 wurde er als Professor an die German Graduate School of Management and Law berufen, zunächst für die Themengebiete „Management und Management Education“ später für „Industriegütermarketing und Vertrieb“. 2009 wurde er Geschäftsführer/CEO der Hochschule, 2011 Präsident. 2014 habilitierte er sich an der Universität St.Gallen zum Thema „Kundenmanagement im Business to Business Geschäft“ und wurde Privatdozent. Im Dezember 2016 trennte er sich von der German Graduate School of Management and Law im beiderseitigen Einvernehmen. 2017 entwickelte er das Netzwerk DZP Dirk Zupancic & Partner weiter und gründete das Unternehmen DZP Prof. Dr. Dirk Zupancic Projects GmbH.
Er ist Autor von acht Büchern, 60 Fachartikeln und mehrerer Forschungsberichte. Als Referent wirkt er in Managementprogrammen von Hochschulen und Unternehmen.

## Publikationen (Auswahl)
- mit Wolfgang Bussmann: Verkaufen von Profi zu Profi. Den Einkauf überzeugen – Mehr Umsatz mit Geschäftskunden. mi-Fachverlag, Landsberg 2008.
- mit Christian Belz, Wolfgang Bussmann (Hrsg.): Best Practice in Key Account Management. Mi Wirtschaftsbuch 2005, ISBN 3-636-03013-2.
- mit Christian Belz, Markus Müllner: Spitzenleistungen im Key Account Management. Das St. Galler KAM-Konzept. 2. Aufl., Redline, Frankfurt am Main 2008.
- Axel Elfroth und Sonja Neckermann und Dirk Zupancic: Kundenzufriedenheit in B2B-Geschäftsbeziehungen. Symposion, Düsseldorf 2005.
- Holger Dannenberg und Dirk Zupancic: Excellence in Sales: Empirische Ergebnisse einer länderübergreifenden Erfolgsfaktorenstudie im Vertrieb. Fachbericht 01/2007. Thexis, St. Gallen 2007.
- Wolfgang Bussmann und Dirk Zupancic: Verkäufer im Spiegel des Einkaufs. Kommentierte Ergebnisse einer Einkäuferbefragung. Fachbericht 2007. Thexis, St. Gallen 2007.
- Holger Dannenberg und Dirk Zupancic: Spitzenleistungen in Vertrieb und Kundenmanagement. Wiesbaden, Gabler 2008.
- Holger Dannenberg und Dirk Zupancic: Excellence in Sales. Gabler. Wiesbaden 2008.
- Christian Belz, Christian Schmitz und Dirk Zupancic [Gast-Hrsg]: Wettbewerbsvorteil Vertrieb. Marketing Review St. Gallen, 3-2008.
- Christian Belz,  Dirk Zupancic [Gast Hrsg.]: Sales Driven Company. Themenheft, Marketing Review St.Gallen 1–2010.
- Holger Dannenberg, Dirk Zupancic: Excellence in Sales. Wiesbaden: Gabler 2009.